# Adam Slottner
Adam Daniel Slottner, född 17 augusti 1971 i Kristinehamn, är en svensk politiker (Centerpartiet) och företagare från Kristinehamn i Värmland. Han är ledamot av kommunfullmäktige, och var kommunalråd och vice ordförande i kommunstyrelsen i Kristinehamns kommun sedan 2018 och är ledamot av Centerpartiets distriktsstyrelse i Värmland. Adam kuppades bort som kommunalråd av sin centerstyrelse i Kristinehamn den 26/9 2019, och han avgick själv på grund av förtroendeglapp mellan honom och styrelsen. Han har varit aktiv politiker sedan 2006. Han är andre ersättare till riksdagen under mandatperioden 2018-2022 
Slottner är utbildad vilt- och naturvårdstekniker och har tidigare arbetat som väktare, djurskötare och drivit företag inom odling, skogsentreprenad och internationell generalagentur för Droppen specialprodukter inom skogsbranschen  Han driver sedan 2011 Sörgården Slakteri- och gårdsbutik i Vike utanför Kristinehamn.